# Argonautiche orfiche
Le Argonautiche orfiche (in greco antico: Ὀρφέως Ἀργοναυτικά?) sono un poema epico greco, databile al V secolo d.C. 

## Storia
L'autore è sconosciuto. Dopo un lungo oblio, il poema fu ritrovato nel XV secolo e copiato in un manoscritto dall'erudito Costantino Lascaris. Si trova nei manoscritti sia da solo che insieme ad altri scritti, quali gli Inni orfici o gli Inni omerici. Un'altra opera correlata sono i Lithica, un poema didascalico sulle proprietà e il simbolismo di diverse pietre.

## Contenuto
Il poema è narrato in prima persona da Orfeo, e racconta la storia di Giasone e degli Argonauti. La narrazione è sostanzialmente simile a quella di altre versioni della storia, come Le Argonautiche di Apollonio Rodio, su cui probabilmente è basato. Le principali differenze sono l'enfasi sul ruolo di Orfeo e una tecnica di narrazione più mitologica e meno realistica: ad esempio nel poema, a differenza che in altre versioni, si sostiene che l'Argo sia stata la prima nave mai costruita.